# 2015 GK
2015 GK est un astéroïde Apollon d'environ 30 mètres de diamètre qui s'est approché à 1,1 million de kilomètres (2,8 fois la distance Terre-Lune) de la Terre le 13 avril 2015.